# Broadwell (hardware)
Broadwell (precedentemente conosciuta anche come Rockwell) è il nome in codice dell'evoluzione dell'architettura Haswell sviluppata da Intel per i propri processori; a differenza della prima generazione basata sul processo produttivo a 22 nm, Broadwell è un die-shrink a 14 nm.
Ad aprile 2014, Intel ha dichiarato che l'inizio della produzione dei processori basati su architettura Broadwell è nelle sue prime fasi, mentre la commercializzazione avverrà in momenti distinti a seconda dei settori di mercato. Inizialmente arriveranno le versioni mobile, nell'ultimo trimestre del 2014 , presumibilmente nel periodo natalizio, mentre le versioni più potenti per i settori desktop e server, arriveranno nel corso del mese di maggio 2015.

## Caratteristiche tecniche
Trattandosi di un "ridimensionamento" dell'architettura Haswell e non di un suo successore, Broadwell vedrà il suo progetto molto simile a quello di quest'ultima, ma introducendo anche qualche piccola novità miranti a ottimizzare ulteriormente l'efficienza complessiva, tra le quali il nuovo processo produttivo a 14 nm è un cardine fondamentale.
In generale Intel ha lasciato trapelare poche informazioni finora riguardo a questo progetto, ma considerando il processo produttivo molto avanzato è lecito aspettarsi processori con frequenze oltre i 4,5 GHz e configurazioni multi core fino a 8 core nei modelli più potenti, o forse anche di più.
Probabilmente il Platform Controller Hub (PCH) verrà integrato nella CPU, almeno in alcune versioni dedicate al mondo mobile, in modo da espandere sempre di più il concetto di System on a Chip (SoC) e concentrare il più possibile delle unità logiche di un PC all'interno del processore. Si tratta di una caratteristica che Intel introdurrà già con alcuni modelli di CPU basate sulla precedente architettura Haswell, in particolare quelli pensati per il settore degli Ultrabook, ma con Broadwell questo concetto dovrebbe essere ulteriormente esteso. Oltre al comparto grafico e al PCH, queste CPU conterranno anche i controller Ethernet, Thunderbolt e USB 3.0.

### Nuove Istruzioni
Il set di istruzioni AVX2, introdotto con Haswell, verrà ulteriormente esteso in Broadwell mediante altre tre istruzioni specifiche:
- ADOX/ADCX per operazioni su numeri interi con precisione arbitraria[11]
- RDSEED per generare numeri casuali a 16, 32 o 64 bit, secondo le specifiche NIST SP 800-90B e 800-90C[12]
- PREFETCHW per ottimizzare il prefetch delle istruzioni[12]

## Chipset supportati
I processore basati su Broadwell richiederanno l'utilizzo dei chipset della famiglia Wildcat Point, nome in codice utilizzato da Intel per indicare i propri chipset appartenenti alla "Serie 9", e presentati già nel corso della prima metà del 2014 per supportare le CPU appartenenti alla cosiddetta architettura Haswell Refresh, ovvero una piccola revisione della famiglia Haswell originale, della quale fanno parte anche i modelli Devil's Canyon, particolarmente ottimizzati per l'overclock.

## Versioni attese sul mercato
Di seguito le varie tipologie di CPU, basate su architettura Broadwell, che sono previste sul mercato:
- Broadwell-C - versione per il settore desktop (socket LGA 1150) - metà 2015[6]
- Broadwell-H - versione per il settore all-in-one e Mini-ITX (socket BGA), consumi previsti tra 35 W e 55 W
- Broadwell-U - versione per il settore mobile, più precisamente Ultrabook (System-on-a-chip (SOC) socket BGA), consumi previsti inferiori a 15 W - inizio 2015[6]
- Broadwell-Y - versione per il settore mobile, più precisamente Tablet e Ultrabook molto sottili (System-on-a-chip (SOC) socket BGA), consumi previsti inferiori a 10 W - fine 2014.[6] Al Computex 2014, Intel ha annunciato questi chip con il nome commerciale Core M

## Considerazioni sull'abbinamento "Processo produttivo/Architettura" di Intel
A partire dall'introduzione dell'architettura Core, successiva alla NetBurst e avvenuta a metà 2006, Intel ha dichiarato l'intenzione di presentare una nuova architettura ogni due anni, in modo da poter tenere il passo con la famosa Legge di Moore. Per aumentare le prestazioni di una CPU mantenendone sotto controllo anche il consumo energetico è necessario non solo ottimizzarne l'architettura, ma anche realizzare i nuovi dispositivi con processi produttivi sempre più raffinati.
Per limitare gli imprevisti delle innovazioni tecnologiche necessarie al rinnovamento generazionale dei propri processori, a partire dagli inizi del 2006 Intel ha iniziato a seguire una strategia denominata "Tick-Tock": prima viene introdotta una nuova tecnologia produttiva sulla base di un'architettura già collaudata (la fase tick) e in seguito, quando tale tecnologia è in grado di fornire rese elevate, la si adotta per produrre una nuova architettura (la fase tock).
I primi esponenti di questa nuova filosofia di progetto, furono i processori Pentium D Presler (che avevano praticamente la stessa architettura dei precedenti Smithfield) con cui venne introdotto il processo produttivo a 65 nm (fase tick). Dopo aver collaudato la nuova tecnologia costruttiva con queste CPU, Intel passò alla nuova architettura Core dei Core 2 Duo, prodotta sempre a 65 nm (fase tock).
In maniera analoga, tra la fine del 2007 e l'inizio del 2008, Intel presentò i processori Penryn e Wolfdale che erano in sostanza dei die-shrink del Core 2 Duo, a 45 nm (fase tick). A fine 2008, quando anche questo processo produttivo era ormai a punto, arrivò l'architettura Nehalem (fase tock). La sua evoluzione Westmere è stata realizzata a 32 nm a partire dai primi mesi del 2010 (fase tick), in modo da collaudare anche questa tecnologia in vista dell'architettura successiva Sandy Bridge, uscita poi nel 2011 (fase tock). L'intenzione dichiarata di Intel, molto ambiziosa, era quella di migliorare il rapporto performance/watt del 300% entro la fine del decennio.
Seguendo il medesimo principio, Sandy Bridge è stata poi seguita dal die-shrink a 22 nm Ivy Bridge nel 2012 (fase tick), che ha quindi mantenuto la stessa architettura ma ha introdotto un nuovo processo produttivo. Nel 2013 è arrivata anche la nuova architettura Haswell (fase tock), il cui die-shrink a 14 nm prenderà il nome di Broadwell (fase tick); quest'ultimo verrà poi seguito negli anni seguenti dall'architettura Skylake (fase tock) e dalla sua ri-scalatura Ice Lake (fase tick).
Questa metodologia di sviluppo, nelle intenzioni di Intel, minimizza i rischi propri dell'adozione di una nuova tecnologia produttiva con un'architettura a sua volta completamente nuova, consentendo ai progettisti di concentrarsi, ad anni alterni, sulla risoluzione di una sola classe di problemi.

## Il successore
Seguendo l'ormai tradizionale approccio Tick-Tock sopracitato, il successore di Broadwell sarà un'architettura interamente nuova, appartenente alla cosiddetta dodicesima generazione, che continuerà a utilizzare il medesimo processo produttivo a 14 nm, tale progetto prenderà il nome di Skylake ma sulle sue caratteristiche tecniche le informazioni sono ancora ridotte.